# Bohusläns enskilda bank

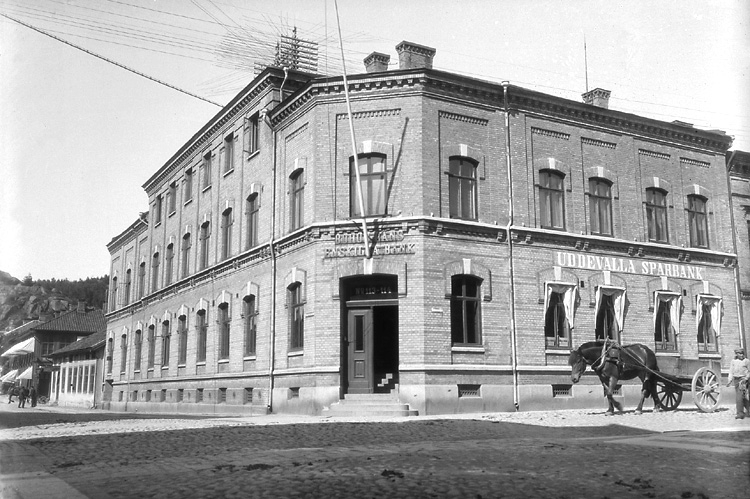
Huvudkontoret i Uddevalla

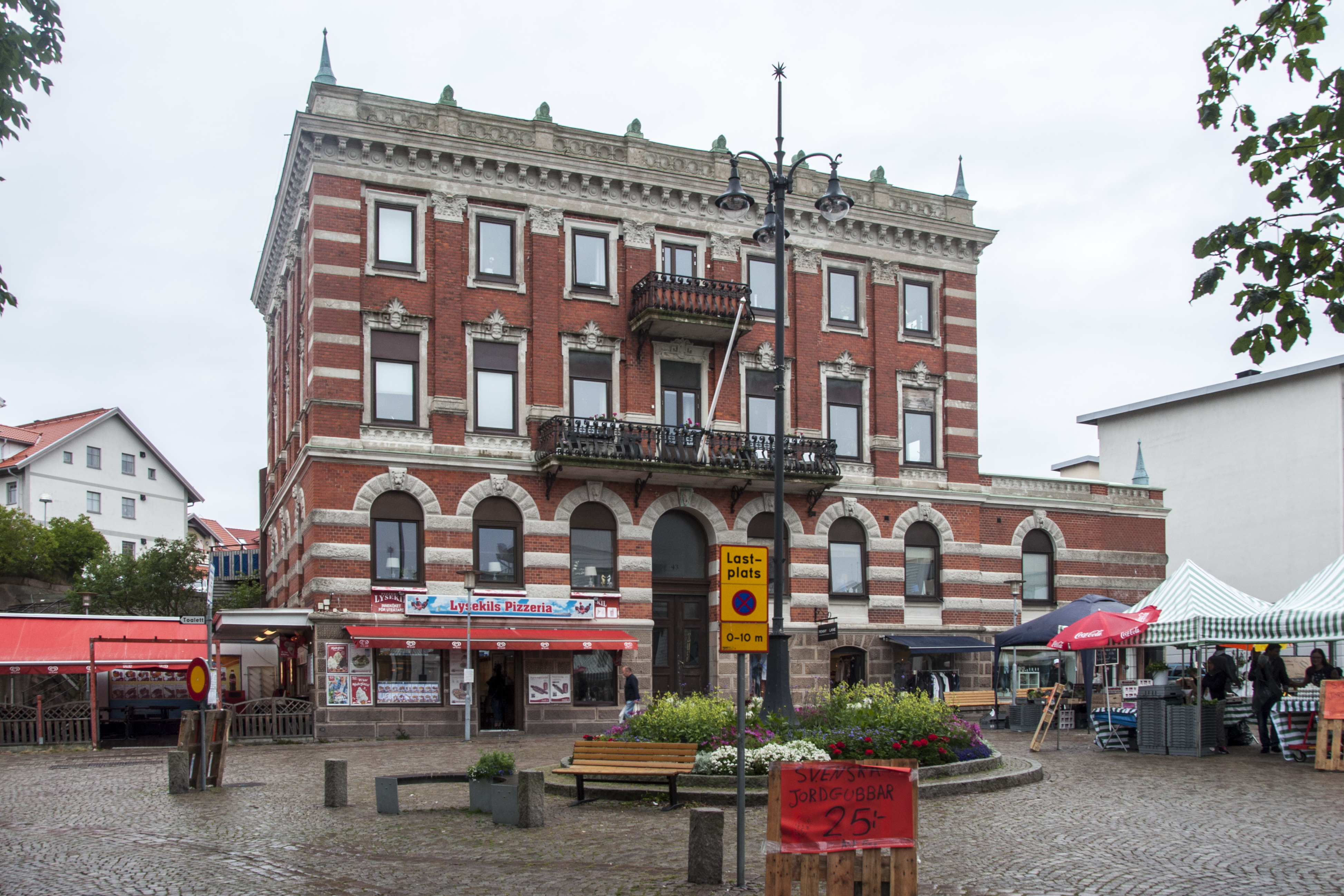
Det tidigare avdelningskontoret i Lysekil

Bohusläns enskilda bank var en svensk affärsbank med säte i Uddevalla som var verksam mellan 1859 och 1905. Banken startades i Uddevalla men kom med tiden att få filialkontor i Grebbestad och Lysekil. 1905 övertogs banken tillsammans med Hallands enskilda bank av Göteborgs bank.